# Modo imperativo
El modo imperativo es un modo gramatical, empleado para expresar mandatos, solicitudes, ruegos o deseos. Es frecuente en todas las lenguas del mundo, entre ellas las lenguas indoeuropeas donde suele realizarse mediante la raíz verbal desnuda sin morfemas de tiempo. Aunque en algunas lenguas como el latín, el imperativo distingue entre formas de presente (raíz desnuda) y formas de futuro (con sufijos).
En español, el imperativo es uno de los cuatro modos finitos del español moderno, junto con el modo indicativo, el subjuntivo y el condicional (o bien uno de los tres, si se considera el condicional parte del indicativo). Por su propia naturaleza, el imperativo es normalmente un modo defectivo, es decir, no presenta formas para todas las personas y números.
Sin mencionar además, que su forma verbal en cuanto a escritura y acento, también cambian concordantemente con respecto al pronombre usado, según el voseo (vení / andá / mirá ), el tuteo (ven / ve / mira ) y el ustedeo (venga / vaya / mire ).

## Morfosintaxis

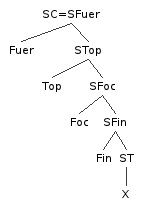
Representación como árbol sintáctico de la estructura interna del sintagma complementante o "periferia izquierda" de la oración de acuerdo con Rizzi (1997). Según una hipótesis adicional diversas propiedades del imperativo muchas lenguas se explican si se postula que este debe ocupar la posición "Fuer", que domina directamente a otras posiciones sintácticas léxicas y funcionales.

En muchas lenguas el imperativo aparece en primer lugar de la oración siendo inusuales otros órdenes sintácticos, como sucede en español:
- Orden Pronominal: Tú - Vos - Usted:

(1a) ¡Venme/Venime/Véngame a ver mañana mismo!
(1b) ¡Ven/Vení/Venga a verme mañana mismo!
(1c) *¡A verme mañana mismo ven/vení/venga! (inusual)
(1d) Mañana mismo, ven/vení/venga a verme
Eso dice que en muchas lenguas el infinitivo necesita estar topicalizado muy frecuentemente al inicio de la oración. Algunos autores como Luigi Rizzi han sugerido que la fuerza ilocutiva y la función de tópico están asociadas a un tipo de constituyente sintáctico abstracto o nivel de C-proyecciones situado en la periferia izquierda de la oración (inicio) y que esa sería la razón del porqué en tantas lenguas el imperativo que tiene una fuerza ilocutiva conativa requiere un orden especial.
Además en muchas lenguas el imperativo se forma a partir de una raíz desnuda desprovista frecuentemente de marcas que son usuales en otras formas verbales finitas. Siguiendo con la idea de Rizzi, dado que frecuentemente se considera que flexión verbal está asociada al núcleo funcional de un hipotético sintagma de tiempo, jerárquicamente dominado por el sintagma-C. El hecho de que el imperativo ocupe una posición estructural que domina al sintagma de tiempo explicaría porqué en muchas lenguas el imperativo aparece sin marcas (si está por encima del sintagma de tiempo no puede recibir ciertas marcas explícitas). En español y las otras lenguas romances, se aprecia que existen restricciones especiales en "imperativos" negativos:
(2a) ¡Ven/Vení mañana!
(2b) ¡No vengas/vengás/venga mañana!
(2c) *¡No ven/vení mañana! (agramatical)
La presencia del elemento negativo no impediría el movimiento sintáctico en la tercera oración el paso del verbo a la posición de sintagma-C, y por eso no puede aparecer una forma imperativa genuina si está dominada por el núcleo sintáctico del sintagma de negación. Por tanto la hipótesis de Rizzi de un hipotético sintagma-C explicará porqué el español y otras lenguas romances realizan la negación de frases de imperativo con el modo subjuntivo.
En latín y muchos idiomas indoarios como el hindi-urdú, el modo imperativo puede ser puesto en dos tiempos, el presente y el futuro.